# Wolodymyr Tukmakow
Wolodymyr Tukmakow (ukrainisch Володимир Тукмаков; englisch Vladimir Tukmakov) (* 5. März 1946 in Odessa) ist ein ukrainischer Großmeister im Schach.

## Werdegang
In den Jahren 1970, 1972 und 1983 war Wolodymyr Tukmakow jeweils Zweiter der UdSSR-Meisterschaften. 1970 wurde er Internationaler Meister.
Zu Tukmakows besten Resultaten in internationalen Einzelturnieren zählen die zweiten Plätze 1970 in Buenos Aires hinter Bobby Fischer und 1973 in Madrid hinter Karpow. Tukmakow gewann 1974 das traditionell starke IBM-Turnier in Amsterdam (geteilt mit Borislav Ivkov und Vlastimil Jansa), 1977 in Děčín, 1978 die Turniere von Vilnius (vor Tigran Petrosian) und Las Palmas (geteilt mit Gyula Sax). Im Jahre 1984 wurde er im Traditionsturnier von Tilburg Zweiter hinter Tony Miles und gewann 1985 das Open von Lugano, damals eines der bedeutendsten offenen Turniere, an dem zum ersten Mal überhaupt sowjetische Schachspieler teilnahmen.
Wolodymyr Tukmakow war Nationaltrainer der ukrainischen Mannschaft, die er bei der Schacholympiade 2004 in Calvià und 2010 in Chanty-Mansijsk zur Goldmedaille führte. Von 2014 bis 2016 trainierte er den Spitzenspieler Anish Giri. 2017 gab Wesley So seine Verpflichtung als persönlicher Trainer bekannt. Seit 2004 trägt Tukmakow den Titel FIDE Senior Trainer.
Er wird bei der FIDE als inaktiv geführt, da er seit dem im August 2013 in Rockville (Maryland) gespielten Rasuwajew-Gedenkturnier keine gewertete Partie mehr gespielt hat.
Auf die Frage nach seiner denkwürdigsten Partie gab Tukmakow seinen Sieg gegen den nachmaligen Landesmeister Viktor Kortschnoi an, gespielt in der vierten Runde der UdSSR-Meisterschaft in Riga 1970.

## Nationalmannschaft
Mit der sowjetischen Nationalmannschaft gewann Tukmakow die Schacholympiade 1984 und die Mannschaftseuropameisterschaften 1973, 1983 und 1989. Für die Ukraine trat er bei der Mannschaftsweltmeisterschaft 1993 an und erreichte den zweiten Platz.
1984 wurde er für den Wettkampf UdSSR gegen den Rest der Welt als Ersatzspieler der Sowjetauswahl berufen. Er kam dreimal zum Einsatz, gegen Ljubomir Ljubojević erreichte er einen Sieg und ein Remis, gegen Viktor Kortschnoi ein Remis.

## Vereine
In der sowjetischen Vereinsmeisterschaft spielte Tukmakow bis 1968 für Burewestnik, mit denen er 1968 sowjetischer Vereinsmeister wurde, danach für den ZSKA Moskau, mit dem er 1984 sowjetischer Vereinsmeister wurde und den European Club Cup 1986, 1988 und 1990 gewann. Die tschechische Extraliga gewann er 2009 mit dem ŠK Mahrla Prag. Außerdem nahm Tukmakow auch mit den kroatischen Vereinen ŠK Borovo Vukovar '91 und GŠK Mravince-Dalmacijacement sowie dem bosnischen ŠK Bihać am European Club Cup teil. Bei seiner Teilnahme mit dem ŠK Bihać im Jahr 2000 erreichte er das beste Einzelergebnis am zweiten Brett.

## Werke
- Profession: Chessplayer. Grandmaster at Work. Russell Enterprises, Milford, Connecticut, 2012. ISBN 978-1-93649028-8.
- Modern Chess Preparation. Getting Ready for Your Opponent in the Information Age. New in Chess, Alkmaar 2012. ISBN 978-90-5691-377-9.
- Risk & Bluff in Chess. The Art of Taking Calculated Risks. New in Chess, Alkmaar 2015. ISBN 978-90-5691-595-7.
- Coaching the Chess Stars. Thinkers Publishing, Landegem 2019. ISBN 9789492510501.
- Modern Chess Formula. The Powerful Impact of Engines. Thinkers Publishing, Landegem 2020. ISBN 9789492510815.